# Sérgio Batista Coelho
Sérgio Batista Coelho (Crucilândia, 24 de junho de 1961), é um administrador e empresário brasileiro, atualmente presidente da Associação do Clube Atlético Mineiro. Conselheiro Grande-Benemérito do clube, exerce o cargo desde 2021.

## Biografia
Nascido em Crucilândia, município da região central de Minas Gerais, Coelho vive em Belo Horizonte desde os 19 anos. É graduado em Administração de Empresas pela UNA e mantém atividades sociais como presidente da Associação dos Protetores das Pessoas Carentes (ASSOPOC), organização filantrópica fundada por ele em 1995.

## Carreira no Atlético Mineiro

### Vice-presidência de futebol
Sérgio Coelho iniciou sua trajetória na diretoria do Atlético Mineiro em 1999, como vice-presidente de futebol na gestão de Nélio Brant. Manteve-se no cargo durante a presidência de Ricardo Guimarães (2001–2006), período em que o clube conquistou dois campeonatos mineiros e foi vice-campeão brasileiro em 1999.

### Presidência
Em dezembro de 2020, foi eleito presidente da Associação do Atlético Mineiro para o triênio 2021–2023, em chapa única ao lado de José Murilo Procópio como vice-presidente. Sua gestão foi marcada por investimentos no elenco, avanço nas obras da Arena MRV, reorganização administrativa e redução do passivo financeiro do clube.
Em 12 de dezembro de 2023, foi reeleito para o triênio 2024–2026, novamente como candidato único, desta vez tendo Márcio André de Brito como vice-presidente.

### Gestão
Durante sua presidência, o Atlético finalizou e inaugurou a Arena MRV, estádio próprio do clube, e implementou medidas de saneamento das dívidas, como acordos de parcelamento com credores. Coelho também passou a integrar o comitê responsável pelo futebol da Sociedade Anônima do Futebol (SAF), estrutura criada para gerir o departamento de futebol do Atlético Mineiro a partir de 2022.